# قرة تششمة (فاروج)
قرة تششمة (بالفارسية: قره‌چشمه) هي مستوطنة تقع في منطقة سانجار الريفية (Sangar Rural District) في إيران. يقدر عدد سكانها بـ 378 نسمة بحسب إحصاء 2016.